# スピ丼
『スピ丼』（スピどん）は、2005年4月7日から2006年3月30日まで東海テレビで放送されたバラエティ番組。放送時間は毎週木曜 24:35 - 25:00 (JST) 。

## 概要
スピードワゴンの井戸田潤と小沢一敬がゲストのお笑い芸人たちとともに様々なゲームで対決していた番組で、同じくスピードワゴンが出演していた『てぃ〜んずワゴン たかぎまぢる』の後番組としてスタートした。
対決は全て審査形式で行われ、総得点の多いチームが勝者に認定された。そして、負けたチームは罰ゲームとして番組特製の丼を食べなければならないというルールで行われていた。放送開始当初は対決に参加するのは小沢のみで、井戸田は司会を務めていたが、その後すぐに井戸田も対決に参加するようになり、替わって東海テレビのアナウンサーが司会を務めるようになった。ただし、特定のアナウンサーのみが毎週担当するのではなく、その都度担当者が変わっていた。

## コーナー
飛び込み丼
片方のチームが企画内容とそれに使用する道具を選び、相手チームがそれに従って企画を遂行していくというコーナー。企画内容と道具はその場で知らされるため、即興性が試されていた。コーナータイトルの「飛び込み」とは、過密スケジュールでリハーサルに参加する余裕が無いほどの人気タレントが、企画内容も詳しく知らないままぶっつけ本番で番組に出演することである。
説得丼
素朴な疑問に対し、納得の行く解答を提示するというコーナー。どの解答が面白いかという点に着目して審査する形式なので、正解でなくても構わなかった。
気まず丼
気まずい状況をどのように切り抜けるかを考え、その状況を演じるコーナー。
元帥の投稿丼
番組がお題に出した日用品に対し、視聴者がベストだと思うキャッチフレーズを付ける投稿コーナー。視聴者が投稿したキャッチフレーズの選出は、劇団第14帝國主宰の楠本柊生帝國元帥が行っていた。
個室ビデオ丼
両チームのメンバーが1人ずつ挑戦。個室内に用意された物（相手チームが選ぶジャンル別になっており1ジャンルにつき7種類ある）を使ったギャグを録画し、後から両チームとスタッフが見て勝敗を判定する。一番出来の悪かったギャグのビデオが栄の大型ビジョンに晒されるようになっていた。

## スタッフ
- 制作協力 - 東海テレビプロダクション